# Gerard Overdijkink
Gerardus Overdijkink (De Bilt, 14 maart 1936 – Bilthoven, 6 november 2010) was een Nederlands hockeyspeler.
Overdijkink speelde voor SCHC uit Bilthoven en DSHC uit Delft. Met het laatste team werd hij in 1958 landskampioen.
Voor het Nederlands hockeyelftal kwam Overdijkink uit op de Olympische Zomerspelen 1960. Nederland eindigde hierop als negende. In totaal speelde hij 41 interlands.
Overdijkink overleed in 2010 op 74-jarige leeftijd aan een hartstilstand tijdens het scheidsrechteren van een jeugdwedstrijd van SCHC.
Wim de Beer · 
Patrick Buteux van der Kamp · 
Carel Dekker · 
Thom van Dijck · 
Jan-Willem van Erven Dorens · 
Frans Fiolet · 
Jan van Gooswilligen · 
Egbert de Graeff · 
Freddie Hooghiemstra · 
Jaap Leemhuis · 
Gerard Overdijkink · 
Gerrit de Ruiter · 
Theo Terlingen · 
Theo van Vroonhoven · 
Hans Wagener · 
Eddie Zwier · 
Coach: Jan Anjema